# Патріс Лотельє
Патріс Лотельє (фр. Patrice Lhotellier, нар. 8 серпня 1966) — французький фехтувальник на рапірах, олімпійський чемпіон (2000 рік), дворазовий чемпіон світу.

## Виступи на Олімпіадах
| Олімпіада      | Дисципліна           | Місце |
| -------------- | -------------------- | ----- |
| Сеул 1988      | командна рапіра      | 5     |
| Барселона 1992 | індивідуальна рапіра | 34    |
| Барселона 1992 | командна рапіра      | 7     |
| Сідней 2000    | командна рапіра      | 1     |